# Zemlja vila i vilenjaka
Zemlja Vila i Vilenjaka, engl. Shadow of the Elves, nem. Mittelland – Die Legende der Elfen. Crtana serija ima jednu sezonu koja ima dvadest i šest epizoda. Prvi put je prikazivana na nemačkom TV kanlu Super RTL od 6. 11. 2004. do 1. 12. 2004. Od dvadest i šest epizoda na DVD-u je objavljeno dvadest i pet epizoda. Jedna epizoda traje oko dvadest i dva minuta. Na internetu nema većih tekstova o ovoj crtanoj seriji. Kod nas je crtana serija emitovana na TV kanalima RTS 1 i Minimaks TV.

## Uvod
Nekada su vile i vilenjaci živjeli zajedno u skivenom gradiću po imenu Medoulens. Nekako je došlo do svađe i izbio je rat između vila i vilenjaka. Vilenjaci su pronašli sklonište u mračnoj šumi, ali nekoliko godina kasnije, na rođendan vile Talije nekoliko vilenjaka je izašlo iz mračne šume. Pod vođstvom Lorda Kana i Narednika Dejmana, i uz pomoć naučnika Snejka Hamera, vilenjaci smišljaju osvetu. Vile, misleći da su uz pomoć njihove vojske i zaštitnice sela, Salmacis, bezbjedni, ni ne slute da je čarobnjak iz njihovog sela, Fejdon, u stvari izdajnik. U međuvremenu se vila Talija i vilenjak Dejman zaljubljuju. 
Zanimljivost
- Crtani se završava nezavršeno. Da li je ideja onog ko je radio na crtanom bila da vile i vilenjaci čitavog života budu u ratu ili nešto drugo... to će biti misterija.

## Epizode
| #  | Naslov             | #  | Naslov                     |
| -- | ------------------ | -- | -------------------------- |
| 1  | Izdaja             | 2  | Invazija                   |
| 3  | Trolovi            | 4  | Fala, iscelitelj vilenjaka |
| 5  | Tvorac kiše        | 6  | Zeleni Golem               |
| 7  | Odraz zla          | 8  | Napad buba                 |
| 9  | Kameno srce        | 10 | Trikster                   |
| 11 | Lov na puzavce     | 12 | Magičan sastojak           |
| 13 | Čudovište          | 14 | Uključen                   |
| 15 | Iluminacija        | 16 | Poklon                     |
| 17 | Staro magično drvo | 18 | Uklet                      |
| 19 | Svež vazduh        | 20 | Tajno oružje               |
| 21 | Test hrabrosti     | 22 | Slatki snovi               |
| 23 | Stranac            | 24 | Bez reči                   |
| 25 | Plavi oblak        | 26 | Pobeda nad tamom           |

## Likovi
Neki od likova crtane serije Zemlja Vila i Vilenjaka
- Talija - vija, glavni lik, zaljubljena u vilenjaka...
- Dejman - vilenjak, narednik vilenjaka, zaljubljen u Taliju...
- Salmacis - Zaštitnica vila, živi u svetom izvoru...
- Lord Kan - Vođa vilenjaka...
- Fejdon - čarobnjak, izdajnik vila...
- Rouan - Talijin brat, mali vojniik...
- Atikus - Talijin otac, vojskovođa vila...
- Snejk Hamer - naučnik, pronalazač, vilenjak...
- Fern - Rouanov drug...
- Luna - Talijina drugarica, vila...
- Najad - Talijina drugarica, vila...
- Fala - Vila, isceliteljka...
- Menel - Čarobnjak, član saveta vila...
- Balabast - Dejmanov drug, vilenjak...
- Šil - Dejmanova drugarica, vilenjak...
- Vinsent - Kameni trol...